# Neptunia plena
Neptunia plena là một loài thực vật có hoa trong họ Đậu. Loài này được (L.) Benth. miêu tả khoa học đầu tiên.

## Hình ảnh

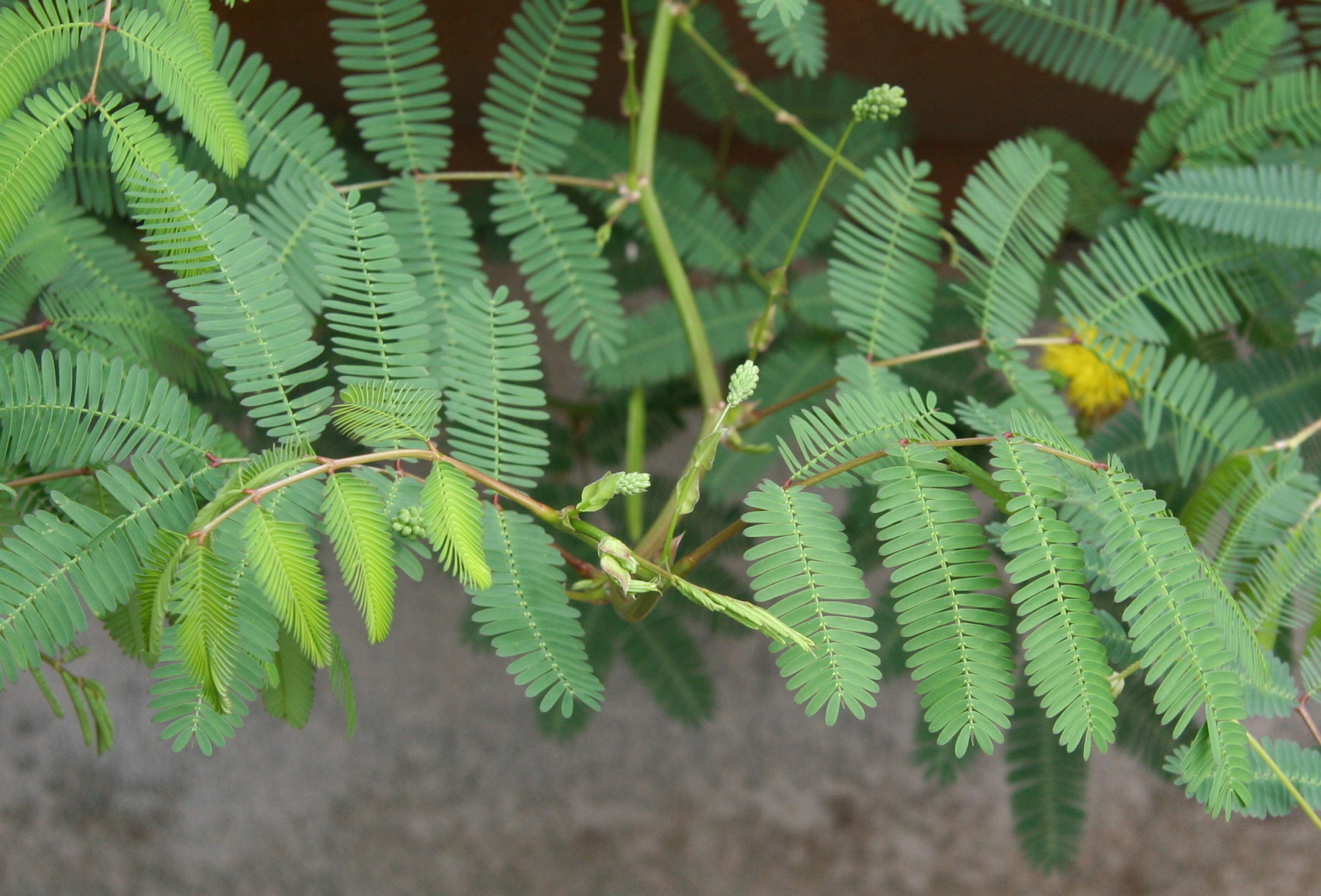
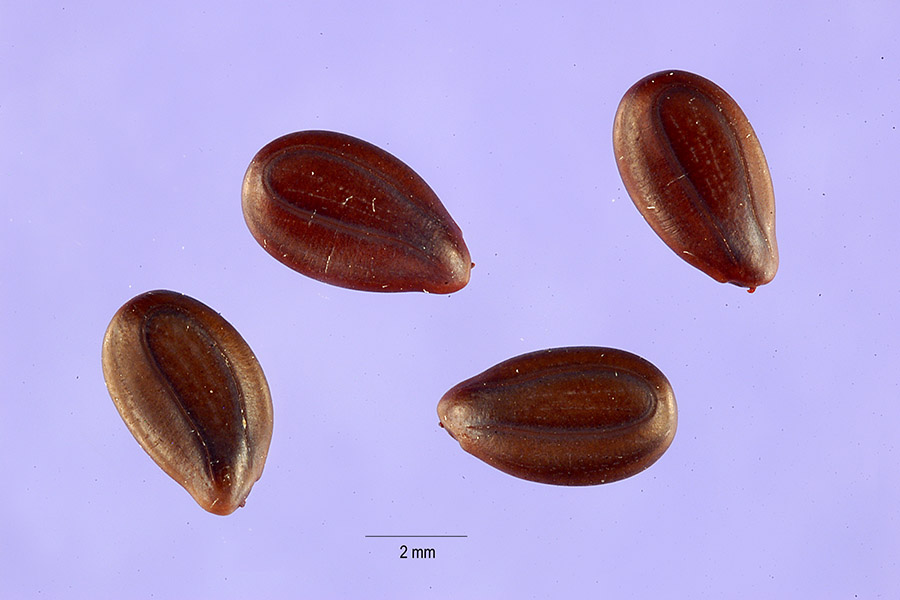